# اد كوربين
اد كوربين (بالإنجليزية: Ed Corbin)‏ هو ممثل أمريكي، ولد في 1 فبراير 1963 في الولايات المتحدة.

## أعمال

### أفلام
- (2010) عزم حقيقي[2]

## وصلات خارجية
- اد كوربين على موقع IMDb (الإنجليزية)
- اد كوربين على موقع ألو سيني (الفرنسية)
- اد كوربين على موقع أول موفي (الإنجليزية)
- اد كوربين على موقع قاعدة بيانات الأفلام السويدية (السويدية)
- اد كوربين على موقع قاعدة بيانات الفيلم (الإنجليزية)
- اد كوربين على موقع كينوبويسك (الروسية)